# Nicolasa Manrique
Nicolasa Manrique de Mendoza y Velasco  (Madrid, 26 de febrero de 1672-Segovia, 24 de febrero de 1710), XII duquesa de Nájera, X duquesa de Maqueda, VII marquesa de Belmonte, XI marquesa de Cañete, XI marquesa de Elche, XV condesa de Valencia de Don Juan, VI condesa de la Revilla, XVI condesa de Treviño y XXI señora de Amusco. Fue una aristócrata que, según Salazar y Castro (1658-1734), fue «una de las mayores herederas de nuestros tiempos».

## Biografía
Hija de  Antonio de Velasco Manrique, X duque de Nájera, y de Micaela de Tejada Mendoza y Borja, nació en Madrid el 26 de febrero de 1672. Adoptó el apellido Manrique por imposición del mayorazgo de Nájera que recaería en ella tras la muerte sin descendencia de su hermano Francisco Miguel, XI duque de Nájera en 1678. 
En 1687 contrajo matrimonio con Beltrán Manuel Vélez de Guevara, comendador de los bastimentos de Montiel en la Orden de Santiago y capitán general de las galeras de Sicilia, de Nápoles y finalmente de España. De este matrimonio nació en 1689 una única hija a la que pusieron el nombre de Ana Manuela Sinforosa.
Claudio Coello la retrató en un cuadro que, atendiendo a la edad aparente de la retratada, se ha fechado hacia 1690-1692 y se conserva en el Instituto Valencia de Don Juan de Madrid. 
Al morir el rey Carlos II, el marido de Nicolasa tomó partido por el archiduque Carlos. Este apoyo motivó el encarcelamiento de Nicolasa y de su hija en 1708, recluidas en el alcázar de Segovia y secuestrados sus estados. Murió en prisión el 24 de febrero de 1710. Tres años después falleció su marido en Barcelona.